# Аблаут
Абла́ут, также абля́ут (от нем. Ablaut, тж. нем. Abstufung der Laute «чередование звуков»; также используется термин апофония от фр. apophonie, являющийся калькой с немецкого, составленной при помощи греческих корней; ранее использовался термин отзвук, подъём и усиление звуков), — чередования гласных в составе одной морфемы, гласные часто выступают в виде внутренней флексии. Пример: собирать — соберу — сбор — соб-рать. Термин «аблаут» был введён немецким филологом Якобом Гриммом при описании грамматических систем индоевропейских и, в частности, германских языков.
Аблаут имеет свои особенности как в германских, так и в других индоевропейских языках. Для прочих индоевропейских языков характерно то, что аблаут затрагивает все части слова, в отличие от германских, где аблаут затронул главным образом ударный слог. В готском же языке существуют остаточные явления чередования в морфологических окончаниях существительного. В древних и современных германских языках наиболее характерное проявление аблаута — чередование корневых гласных при спряжении неправильных глаголов, например: англ. write — wrote — written, нем. nehmen — nahm — genommen. Эти чередования сводятся к общеиндоевропейскому чередованию ĕ — ē — ŏ — ō — нуль звука, так же, как происходит и в русском языке. На ранних стадиях развития современных германских языков эти чередования были ещё отчётливо заметны в парадигмах спряжения сильных глаголов; так, наиболее регулярным образом они проявлялись в памятниках готского языка, появившихся на несколько столетий раньше первых письменных свидетельств других германских языков. Традиционно выделяют семь классов германских сильных глаголов в зависимости от фонетического окружения этого чередования. На следующих этапах развития германских языков эта классификация проявляется далеко не так отчётливо из-за различных фонетических процессов, сопровождающих эволюцию языков.
В случае, когда аблаут затрагивает только корень и не сопровождается морфологическими изменениями (то есть является единственным средством формо- и словообразования), аблаут рассматривается как внутренняя флексия.
Кроме индоевропейских, аблаут также встречается в афроазиатских, картвельских, аварском и нахских языках. Явление внутренней флексии (аблаута) также зафиксировано в языках уральской и алтайской языковой семьи. Здесь он, как правило, сопровождается сингармонизмом гласных и приводит к сингармоническому параллелизму (возникновению пар родственных лексем, содержащих гласные либо только переднего, либо заднего ряда и различающихся по смыслу).

## Вторичный аблаут
Вторичный аблаут возникает из сингармонизма, умлаута или редукции гласного после устранения очевидных причин, то есть после утраты позиционной обусловленности чередования.